# Medizinische Monatsschrift für Pharmazeuten
Die Medizinische Monatsschrift für Pharmazeuten (früher auch Medizinische Monatsschrift. Zeitschrift für allgemeine Medizin und Therapie) ist eine deutsche medizinische Fachzeitschrift mit Peer-Review.

## Zielgruppen und Organisation
Die Medizinische Monatsschrift für Pharmazeuten richtet sich an medizinisch-wissenschaftlich interessierte Apotheker aus der Offizin, aber auch an praxisorientierte Forscher. Schwerpunkte bilden Neuerungen in der medikamentösen Therapie, aber auch etablierte Therapieformen werden aufgegriffen und zusammengefasst.
Konzeption und redaktionelle Bearbeitung der Inhalte erfolgt durch die Redaktion. Für inhaltliche Fragen wird auf einen ständigen wissenschaftlichen Beirat zurückgegriffen. Die Autoren sind freie wissenschaftliche Journalisten oder Experten aus Forschung und Praxis.
Die Begutachtung der Manuskripte erfolgt durch die wissenschaftlich ausgebildeten Redakteure, den Beirat oder externe Gutachter und Experten.

## Aufbau
Die Medizinische Monatsschrift für Pharmazeuten enthält sowohl Übersichts- als auch Originalarbeiten. In der Rubrik Referiert & kommentiert werden Meldungen aus Forschung, der internationalen Literatur und von Kongressen kurz dargestellt und von Experten kommentiert. Jede Ausgabe enthält eine zertifizierte Fortbildung, an der die Leser online oder per Post teilnehmen können. Dieses Verfahren ist für Apotheker von der Bundesapothekerkammer anerkannt.
Je nach Ausgabe und Schwerpunkt wird das Heft durch weitere Kategorien ergänzt (z. B. Ernährungsforum, Pharmakologie aktuell, Fragen aus der Praxis, Interview, Klinische Pharmazie).